# شرلی (فیلم ۲۰۲۴)
شرلی (به انگلیسی: Shirley) یک فیلم درام زندگی‌نامه‌ای آمریکایی محصول سال ۲۰۲۴ به نویسندگی و کارگردانی جان ریدلی است. این فیلم نشان‌دهنده رقابت ریاست‌جمهوری شرلی چیزم در سال ۱۹۷۲ است که اولین زن سیاه‌پوستی بود که به کنگره ایالات متحده انتخاب شد. در این فیلم رجینا کینگ در نقش اصلی در کنار لنس ردیک، لوکاس هجز، برایان استوکس میچل، کریستینا جکسون، مایکل چری، اندره هلند و ترنس هاوارد بازی می‌کنند.
شرلی در ۱۵ مارس ۲۰۲۴ اکران محدودی را در ایالات متحده داشت، قبل از اولین پخش توسط نتفلیکس در ۲۲ مارس ۲۰۲۴.

## داستان
شرلی چیزم که قبلاً اولین زن سیاه‌پوستی بود که به کنگره ایالات متحده انتخاب شد، در سال ۱۹۷۲ برای ریاست جمهوری ایالات متحده نامزد شد و اولین نامزد سیاهپوستی بود که برای نامزدی حزب اصلی برای ریاست جمهوری نامزد شد و اولین زنی بود که نامزد انتخابات ریاست جمهوری شد.

## تولید
از ۷ دسامبر ۲۰۲۱، فیلمبرداری در سینسیناتی، اوهایو آغاز شد.

## بازخوردها
- در وب‌سایت جمع‌آوری نقد راتن تومیتوز از ۶۴ نقد منتقد، با میانگین امتیاز ۶٫۳ از ۱۰ مثبت هستند. اجماع وب‌سایت چنین می‌گوید: «رجینا کینگ در نقش اصلی شرلی کار فوق‌العاده‌ای انجام می‌دهد و این فیلم زندگی‌نامه‌ای نسبتاً استاندارد را با قلب و روحی که موضوع آن بسیار شایسته است، آغشته می‌کند».
- در متاکریتیک، که از میانگین وزنی استفاده می‌کند، بر اساس رای ۲۰ منتقد، امتیاز ۵۷ از ۱۰۰ را به فیلم اختصاص داد که نشان دهنده نقدهای «مختلط یا متوسط» است.